# Carlo Decandia
Carlo Felice Decandia (Cagliari, 28 dicembre 1803 – Cagliari, 6 giugno 1862) è stato un cartografo, generale e politico italiano.

## Biografia

### Famiglia
Don Carlo Felice De Candia (de Dandia) nacque a Cagliari, Regno di Sardegna, il 28 dicembre 1803, terzogenito figlio del Governatore generale di Nizza del Regno sabaudo, il Cavaliere don Stefano de Candia e la nobile dama, donna Caterina Maria Grixoni di Ozieri, ricevette i sacramenti di battesimo dal cardinale di Cagliari don Diego Cadello, suoi padrini furono S.A.R. don Carlo Felice, duca del Genevese e la marchesa di Pasqua, dama della Duchessa d’Aosta, donna Teresa Amat, membro della nobiltà di Sardegna, e della regia corte di Torino, per eredità con il trattamento del titolo di Don e tutti i suoi discendenti.
Uno dei suoi fratelli era il famoso tenore Mario, questi era padre di Cecilia Maria de Candia maritata Godfrey Pearse, che del padre scrisse una fantasiosa biografia.
Nel 1832, Carlo si sposò il 24 marzo nella chiesa di Nostra Signora della Speranza di Cagliari, donna Cristina Aymerich Castelvì dei marchesi di Laconi, da una famiglia catalana stabilitasi in Sardegna; dalla loro unione nel 1841 nacque il loro figlio don Stefano De Candia Aymerich-Castelvì dei marchesi di Laconi.
Dopo una ricca vita nel campo della cartografia e della politica, morì nel 1862, e sua moglie ereditò la residenza di famiglia, lo storico Palazzo De Candia a Cagliari. 
Nel 1846 suo fratello, il tenore Mario (al secolo Giovanni Matteo) aveva acquistato per la madre un'abitazione non lontana, in Contrada Santa Caterina 1 (Oggi via Canelles 5) dove aveva inviato una quantità di oggetti d'arte, dei quali parla il canonico Giovanni Spano nella sua Guida di Cagliari (pp. 27-31). È possibile che parte di essi siano finiti nel Palazzo del fratello Carlo.

### Carriera
Carlo De Candia fu un celebre cartografo della Sardegna, frequentò la Regia Accademia Militare di Torino, dove nel febbraio 1822 conseguì il grado di sottotenente nel reggimento Cacciatori delle Guardie. Rientrato in Sardegna, dal luglio 1828 sino all’aprile 1829. Alla fine del 1834 Carlo Felice De Candia, nominato capitano, fu incaricato dal Governo sardo-piemontese di accompagnare nell’isola Alberto Ferrero Della Marmora, colonnello nel Corpo di stato maggiore generale, nominato il 4 ottobre 1834, per effettuare tra il 1835 e il 1838, i lavori per il rilevamento e il completamento delle operazioni geodetiche.
Inoltre dal 1844 Carlo De Candia intervenne più volte in Parlamento in qualità di direttore dei lavori geodetici, informando sull’operato e sui progressi dei lavori in Sardegna e soprattutto sulle, esatte cognizioni delle cifre accennanti alla rispettive masse dei terreni comunali, demaniali e privati.
Come gran parte dell’aristocrazia cagliaritana Carlo De Candia divenne membro della Reale Società Agraria ed Economica, espressione degli interessi e della visione politico-economica di gruppi appartenenti a determinate categorie sociali. cioè la nobiltà, la borghesia e il clero, con l’intento di divulgare non solo le nuove tecniche dell’agricoltura e dell’allevamento, ma di dimostrarne la convenienza; successivamente ne fu nominato vicepresidente nel 1852.
La soluzione dell'amministrazione del territorio proposta da Carlo De Candia era quella di gravare le proprietà fondiarie di un’unica quota d’imposta che doveva essere pagata anche dal clero; per poter procedere alla quotizzazione, recepiti i principi, era necessario dotare ogni comune di un catasto parcellare dei terreni ed avviare «i lavori planimetrici che avrebbero stabilito rigorosamente l’estensione superficiale, ossia catasto in massa dei terreni dei singoli comuni, divisi nelle tre classi di proprietà, demaniale, comunale e privata.

## Eredità cartografica
Nel 1819 fece il suo primo viaggio di riconoscimento marittimo attorno alla Sardegna, e giunse a Cagliari dopo una traversata di 12 giorni. Voleva dedicarsi agli studi di ornitologia e praticare la caccia, che appassionava non poco i militari di professione come lui. Ebbe come compagni di viaggio il prof. Keyser, geologo di Cristiania, e il cavaliere De Prunner, direttore del Museo di storia naturale e di antichità di Cagliari.
A seguito delle disposizioni regolamentari della Carta Reale del 26 febbraio 1839, dedotta dagli Editti del 12 maggio e dell’11 dicembre 1838, sulle divisioni dei terreni e sulla determinazione dell'ademprivio, nel gennaio del 1840 Carlo De Candia fu incaricato dal governo sabaudo di effettuare nuovi lavori di rilevamento e di accatastamento dei terreni comunali ai quali si dedicò nel decennio successivo dando vita agli intenti dei legislatori grazie anche alle Istruzioni approvate col Regio Decreto del 28 aprile 1840.
Nel 1845 il cavaliere e cartografo maggiore Carlo de Candia, in collaborazione con il generale Alberto Ferrero della Marmora creò la grande carta marittima della Sardegna in scala 1: 250.000, carta geografica realizzata con strumentazione scientifica che venne fatta incidere a Parigi nel 1845. Nella Sardegna grazie ad apparati amministrativi moderni, avevano favorito un processo di rinnovamento degli studi cartografici, attraverso l'introduzione del catasto agrario, di sistemi idraulici volti allo sviluppo dell'irrigazione, del rilevamento topografico del terreno per le esigenze stradali e militari. Invece, il processo di modernizzazione delle strutture agrarie fu tardivo e contraddittorio; nel 1820 nacque "la proprietà perfetta" delle terre, nel 1836-1839 viene abolito il sistema feudale e il catasto verrà introdotto solo nel 1840..